# Šajkača

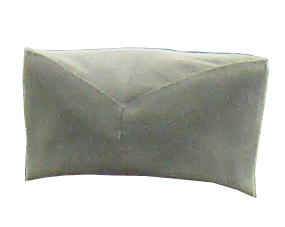
Šajkača

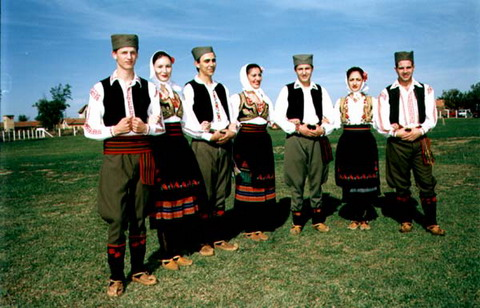
Šajkača na głowach Serbów w strojach ludowych

Šajkača (serb. Шајкача [ʃǎjkatʃa]) – serbska czapka wojskowa, przypominająca swoim wyglądem furażerkę. 

## Opis
Šajkača wzorowana jest na nakryciach głowy XIX-wiecznych marynarzy serbskich w służbie austro-węgierskiej. W 1870 roku armia serbska otrzymała nowe mundury, w których nakryciem głowy żołnierzy była šajkača. W czasie wojny z Turkami w latach 1876–1878 była już standardowym żołnierskim nakryciem głowy. Podczas I wojny światowej używana była przez szeregowych, zaś oficerowie używali kepi. W czasie II wojny światowej była nakryciem głowy czetników. Nosili ją oficerowie dawnej armii jugosłowiańskiej, a obecnie noszona jest przez oficerów armii serbskiej. 
Šajkača jest element stroju ludowego w Serbii i Czarnogórze.